# Бойовий голуб
Бойові голуби — це будь-які голуби, що використовуються у військових цілях. Голуби віддавна грали важливу роль під час війни. Зважаючи на їхню здатність знаходити шлях додому, їхню швидкість та висоту польоту, вони часто використовувалися як військові посланці. Голуби також можуть переносити невеликі вантажі, в тому числі — вибухівку. Можливе й виконання аерофоторозвідки за допомогою голубів (особливо завдяки сучасним розробкам), якщо на них начепити мініатюрну фотокамеру. Проте голубів припинили активно використовувати у військових цілях ще у 1957 році.

## Середньовіччя

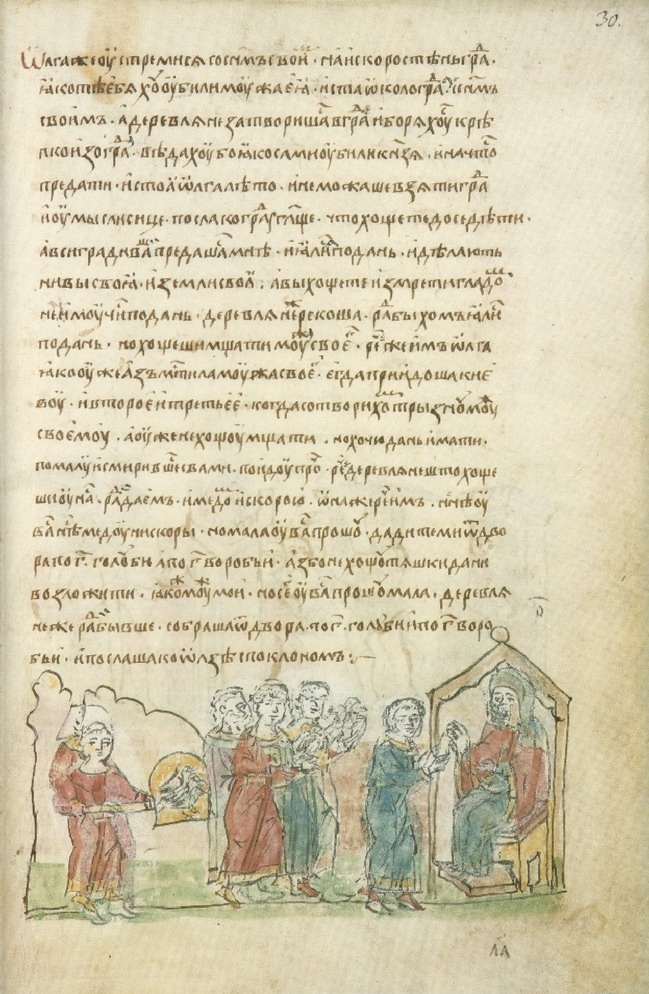
Ольга отримує голубів, сторінка з Радзивіллівського літопису

Княгиня Ольга використала голубів  у 946-му році, після річної облоги древлянського міста Іскоростеня. Ольга провела переговори про мир, виставивши умовою отримати від кожного двору по троє голубів і по троє горобців. Деревляни погодились без зайвих підозр, бо був звичай віддавати в жертву богам птахів. Ольга пороздавала своїм воїнам птахів і наказала прив'язати до кожного трут, а як смеркне — підпалити й відпустити. Птахи полетіли до своїх домівок, і місто спалахнуло з усіх боків одночасно. Тоді люди мусили тікати з міста. Так узяла княгиня місто хитрощами.

## Дев'ятнадцяте століття

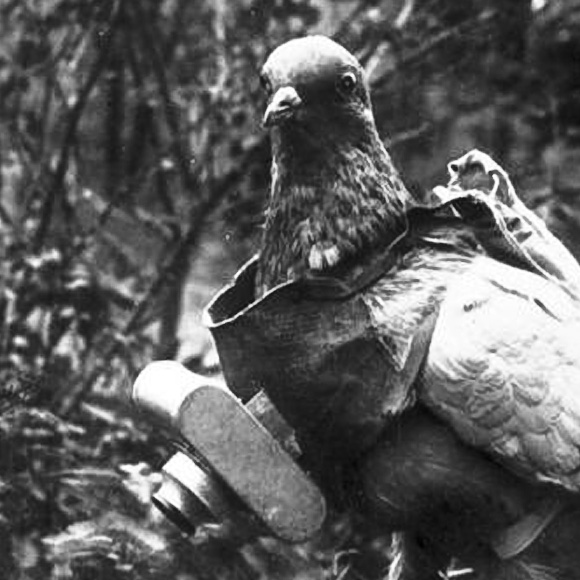
Німецький голуб із мініатюрною фотокамерою (імовірно, використовувався для аерофоторозвідки під час Першої світової)

У 1871 році під час Франко-Прусської війни, коли Париж був оточений прусськими військами, французькі військові використовували повітряні кулі із гарячим повітрям — монгольф'єри — для транспортування поштових голубів за межі ворожих рядів. Мікрофільмовані зображення, в яких містилися сотні послань, давали змогу переправляти листи до Парижа за допомогою голубів навіть із самого Лондона. Понад мільйон різних повідомлень було надіслано в такий спосіб впродовж чотиримісячної облоги. Тоді й була виявлена справжня користь такого способу доставки, наслідком чого стало використання голубиної пошти і в період Першої світової війни.

## Перша світова війна
Відомо про широке застосування поштових голубів під час Першої світової війни. У 1914 році, під час першої Битви на Марні, у французькій армії налічувалось 72 голубники із військовослужбовцями, приставленими до них.
Сигнальні війська армії США використали 600 голубів у самій лише Франції.
Один з їхніх поштових голубів, сиза голубка на ім'я Шер Амі, була нагороджена французьким «Croix de Guerre» — «Бойовим хрестом» за героїчну службу, яку вона виконала, доставивши 12 важливих депеш під час Верденської битви. Під час останнього свого польоту у жовтні 1918 року, вона доставила повідомлення, незважаючи на те, що її підстрелили — чи то в груди чи то в крило. Життєво важливе повідомлення, знайдене у капсулі, яка звисала із зв'язки пошматованої ніжки голубки, врятувала близько 200 американських солдатів із Втраченого батальйону 77-ї піхотної дивізії.

## В період Другої світової війни та пізніше

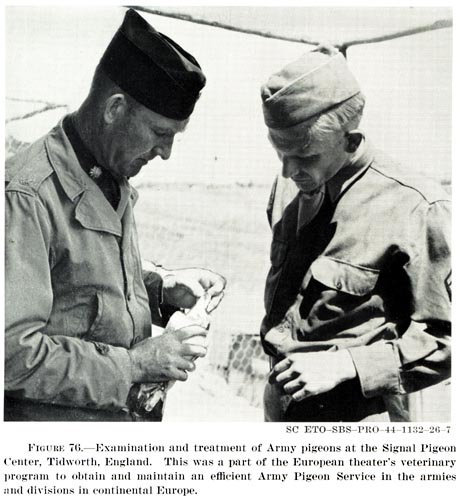
Служба голубиної пошти армії США на території Великої Британії у роки Другої світової війни

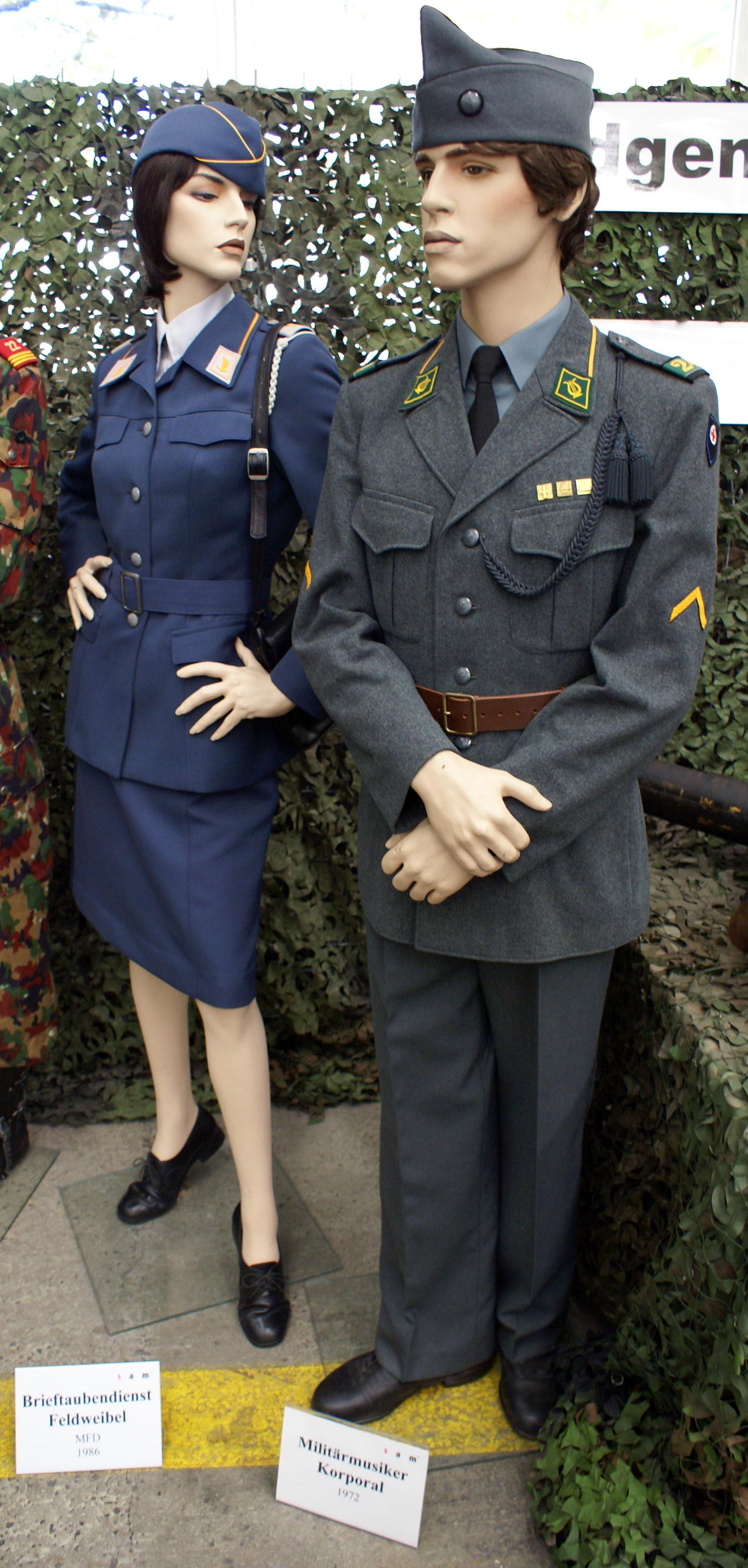
Зліва: сержант-майор швейцарської служби голубиної пошти, Жіноча військова служба, уніформа з 1986 року.

В період Другої світової війни Велика Британія використала близько 250000 поштових голубів. Медаль Марії Дікін — найвища нагорода за доблесть з можливих, які присуджуються виключно тваринам — була присуджена 32 голубам, включно з голубом Джі-Ай Джо із Голубиної служби армії США, а також Ірландським голубом Педді.
У Великій Британії впродовж Другої світової, та ще деякий час після неї, навіть діяв Відділ голубівництва Міністерства повітряних справ. Комітет політики голубівництва приймав рішення стосовно використання голубів у військових цілях. Голова відділу, Лі Райнер, доповів у 1945 році про те, що голубів можна видресирувати для транспортування невеликих вантажів — вибухівки чи біологічної зброї — до обраної цілі. Ці ідеї не були одобрені комітетом, і вже у 1948 році військові Великої Британії ствердили, що надалі немає сенсу використовувати голубів у цьому напрямку. Однак, британська служба безпеки MI5 все ще остерігалася можливості використання голубів ворожими силами. До 1950 року вони визнали необхідним видресирувати сотню голубів, чим повинен був займатися цивільний голубівник, для підготовки запобіжних заходів. Швейцарська армія розформувала свій Відділ голубівництва аж у 1996 році.

## Непідтверджені факти нещодавнього використання
У 2010 році поліція Індії висловила підозру щодо того, що нещодавно схоплений голуб із Пакистану міг переносити звідти якесь послання.

З 2014 року (АТО-ООС) і донині (повномасштабна війна) уряд Росії звинувачує Україну у функціонуванні на її території біологічних лабораторій НАТО, у яких нібито тренують бойових комах і проводять експерименти з тваринами. Щоб висміяти цю недолугість, українці придумали цілу серію мемів типу «біоголуб» і «бойовий гусак».    
На цю тему існує значна кількість, пісень, народних мемів, коміксів та аматорських мультсеріалів. 

## Нагороджені бойові голуби
У цілому, 34 голуби були нагороджені медаллю Марії Дікін, до яких належали:
- «Коммандо» (1944)
- «Педді» (1944)
- «Вільям Оранський» (1944)
- «Мері Ексетерська» (1945)
- «Джі-Ай Джо» (1946)
- «Ґустав» (1944)

## У поп-культурі
- Голуб Янкі Дудл — ім'я американського поштового голуба у серії мультиків компанії Hanna-Barbera під назвою «Дастардлі й Маттлі та їх літальні апарати»
- Англійський мультфільм 2005 року під назвою «Хоробрик» — описує бойовий шлях загону поштових голубів в період Другої світової війни, які намагаються врятуватися від німецьких соколів.[7]
- Друга серія четвертого сезону ситкому Чорна гадюка, який транслювався на каналі BBC, розвивається навколо факту, що капітан Блекеддер вбиває та з'їдає поштового голуба, який був власністю генерала Мелчетта — лише для того, аби постати перед польовим судом та бути засудженим до розстрілу за цю образу.
- У відеогрі під назвою Team Fortress 2, один із персонажів — Медик — тримає декількох голубів у своєму помешканні; ці птахи не зустрічаються у самому ґеймплеї, але їх іноді можна побачити при одному з образливих жестів Медика.